# Кастел (Доња Франконија)
Кастел (њем. Castell) општина је у њемачкој савезној држави Баварска. Једно је од 31 општинског средишта округа Кицинген. Према процјени из 2010. у општини је живјело 817 становника. Посједује регионалну шифру (AGS) 9675116.

## Географски и демографски подаци
Кастел се налази у савезној држави Баварска у округу Кицинген. Општина се налази на надморској висини од 317 метара. Површина општине износи 22,9 km². У самом мјесту је, према процјени из 2010. године, живјело 817 становника. Просјечна густина становништва износи 36 становника/km².